# Hubert Petras
Hubert Petras (* 9. Oktober 1929 in Kniesen; † 2010 in Halle/Saale) war ein deutscher Industriedesigner und Hochschullehrer in der DDR.

## Leben und Werk
Petras’ Familie kam als Umsiedler in Folge des Zweiten Weltkriegs 1945 nach Mecklenburg. Von 1948 bis 1950 absolvierte er eine Lehre als Scheibentöpfer in den Keramischen Werken Kröpelin. Von 1950 bis 1953 studierte er an der Fachschule für angewandte Kunst Heiligendamm. Dabei machte er 1952 kurzzeitig ein Praktikum in der Ilmenauer Porzellanfabrik. Von 1953 bis 1958 studierte er an der Hochschule für bildende und angewandte Kunst Berlin-Weißensee Baukeramik bei Wolfgang Henze und Rudolf Kaiser und Plastik bei Heinrich Drake und Waldemar Grzimek. Inspiration nahm er sich u. a. von Wilhelm Wagenfeld.
Von 1958 bis 1960 war Petras künstlerischer Leiter und von 1960 bis 1965 Gestalter in der Porzellanmanufaktur Rudolstadt-Volkstedt. Er schuf auch Entwürfe für die Wallendorfer Porzellanmanufaktur, die Porzellanmanufaktur Unterweißbach und Graf von Henneberg Porzellan Ilmenau. Wegen seiner einfachen und reduzierten Formen geriet er in den Sog der Formalismusdebatte. Die führende Tageszeitung Neues Deutschland urteilte unter der Schlagzeile „Kalter Formalismus“ „Fangen wir mit dem krassesten Fall an. Hubert Petras … deklariert einige abgeschnittene weiße Porzellanröhren als Vasen.“ Petras erhielt ein zeitweiliges Ausstellungsverbot. Das traf ihn so hart, dass er erkrankte. Die Formalismusdebatte fand wenig später ihr Ende. Ende der 1960er Jahre gingen die verrissenen Vasen in die Massenproduktion. Sie gelten heute als Beispiele funktionellen Designs in der DDR.
Durch Fürsprache solidarischer Kollegen wurde Petras 1965 als Oberassistent in der Grundlagenausbildung des Fachbereichs Gefäßgestaltung an die Hochschule für industrielle Formgestaltung Halle – Burg Giebichenstein berufen. Ab 1975 betreute er auch Diplomarbeiten, und ab 1984 war er Dozent für Gefäßgestaltung.
Neben seiner Lehrtätigkeit entwickelte Petras u. a. Sanitärkeramik und Produkte für die Plastindustrie. Er war Mitglied in den staatlichen Gutachterausschüssen Plast- und Haushaltswaren und Sanitärindustrie und gehörte dem Verband Bildender Künstler der DDR an.
Nach dem Ausscheiden aus dem Hochschuldienst widmete Petras sich verstärkt eigenen Formexperimenten.
Arbeiten nach Entwürfen von Petras befinden sich u. a. im Grassi Museum Leipzig, im Kunstgewerbemuseum Dresden und in der Münchner Pinakothek der Moderne.
Petras war verheiratet mit der Designerin Doris Petras (1930–1991).
Die Grabstätte des Ehepaars befindet sich auf dem Gertraudenfriedhof in Halle.

## Ehrungen
- 1979: auf der Leipziger Herbstmesse Auszeichnung Gutes Design DDR für einen Satz ineinander stapelbarer Bottiche und Wannen aus Polyethylen[5][6]
- 2009: Frechener Keramikpreis der Stiftung KERAMION

## Ausstellungen (unvollständig)

### Einzelausstellungen
- 1995: Halle/Saale, Galerie am Marktschlösschen, und
- 1996: Hohenberg a. d. Eger, Deutsches Porzellanmuseum – Museum für Porzellangeschichte („Hubert Petras. Design. Eigene Arbeiten und Arbeiten der Schüler“)

### Teilnahme an zentralen und wichtigen regionalen Ausstellungen in der DDR
- 1957: Berlin, Ausstellungspavillon Werderstraße („Junge Künstler der DDR“)
- 1962/1963 und 1987/1988: Dresden, Fünfte Deutsche Kunstausstellung und X. Kunstausstellung der DDR
- 1969, 1974 und 1979: Halle/Saale, Bezirkskunstausstellungen
- 1969: Leipzig, Grassimuseum („Kunsthandwerk im Grassimuseum“)
- 1975: Halle/Saale, Staatliche Galerie Moritzburg („Rechenschaftsausstellung des Verbandes Bildender Künstler der DDR, Bezirk Halle, zu Ehren des 25. Jahrestages der DDR“)